# اس‌اس روتردام
اس‌اس روتردام (به انگلیسی: SS Rotterdam) یک کشتی بود که طول آن ۲۲۸٫۰ متر (۷۴۸٫۰ فوت) بود. این کشتی در سال ۱۹۵۸ ساخته شد.